# Pellucidhaptor pellucidhaptor
Pellucidhaptor pellucidhaptor är en plattmaskart. Pellucidhaptor pellucidhaptor ingår i släktet Pellucidhaptor och familjen Dactylogyridae. Inga underarter finns listade i Catalogue of Life.